# 土筍凍

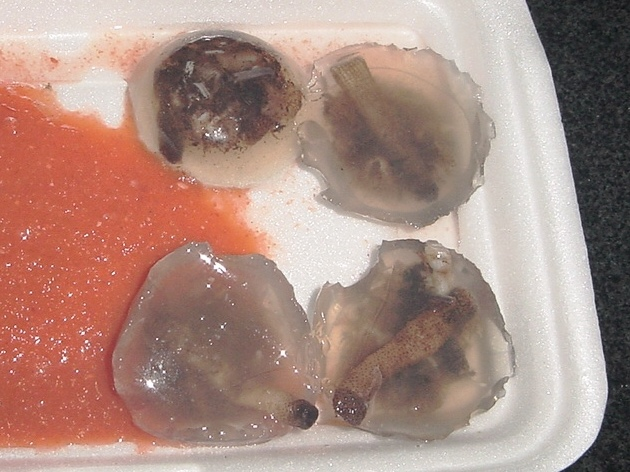
厦門の食堂の小型の土筍凍と赤いたれ

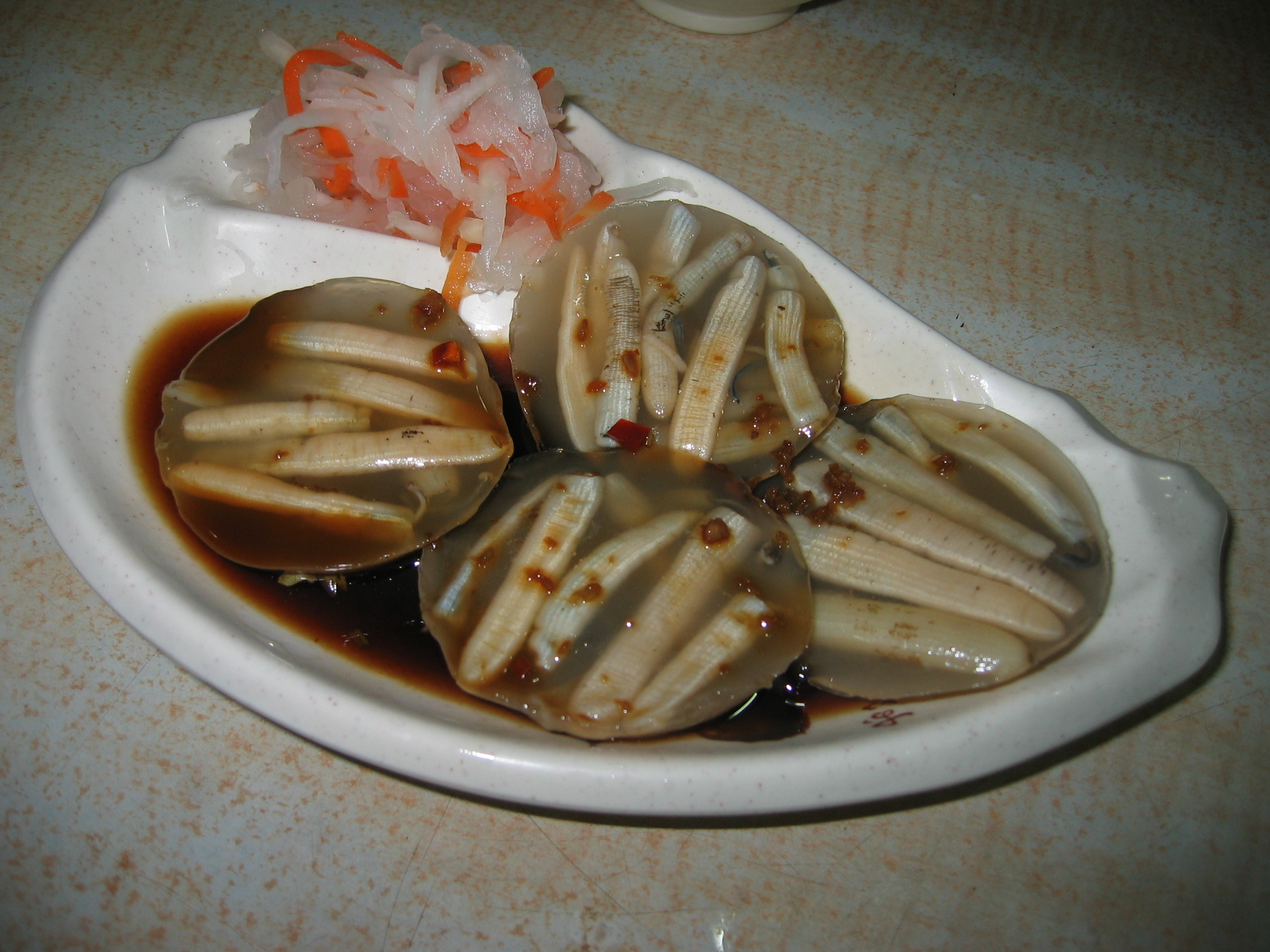
中型の土筍凍と付け合わせのなます

土筍凍（どじゅんとう。簡体字：土笋冻、閩南語：thô·-sún-tàngトースンタン、北京語発音：tǔsǔn dòngトゥースエンドン）、または、塗筍凍（とじゅんとう。簡体字：涂笋冻、北京語発音：túsǔn dòngトゥースエンドン）とは、中国福建省の泉州市、アモイ市近郊の郷土料理（小吃）で、星口動物のサメハダホシムシ類を煮こごりにした料理である。

## 概要
浙江省から海南省にかけての近海の砂地に生息する星口動物サメハダホシムシ目サメハダホシムシ科の「土筍」（別名「塗筍」、「塗蚯」、「海沙虫」、「沙虫」、「泥蒜」、「可口革嚢星虫」。学名 Phascolosoma esculenta。）を1日ほど泥を吐かせ、さらに押して内臓の中から異物を出した後、繰り返し洗い、水でぐらぐら煮てから、碗やバットに入れ、冷やし固めたもの。この「土筍」にはコラーゲンが多く、煮ることによって煮汁に溶け出してゼラチンとなり、冷やすとゼリーのように固まる。貝の出汁と塩などで薄味を付けておき、そのまま、または酢、酢醤油をつけて食べる他、唐辛子味噌、おろしまたは刻みニンニク、辛子などの調味料や、コリアンダー、トマト、酢漬けのダイコン、ニンジン(膾)などの薬味と合わせて食べることも行われている。
もともと、晋江市安海鎮周辺の郷土料理であったが、現在は泉州市、アモイ市の多くの海鮮料理のレストランで食べることができる。また、泉州市の中山路、晋江市の陽光路などの繁華街、アモイ市の歩行者天国となっている中山路などでは露天商もこれをよく売っている。
大きさには1-2匹が入った直径4cmほど(猪口サイズ)の小さなもの、数匹が入った直径6cmほどの中型のもの、十数匹が入った直径8cm以上(茶碗サイズ)の大型のものなどがある。大型のものは、切り分けて出されることもある。

## 歴史
作られ始めた時期は不明であるが、清代には記録があり、周亮工（1612-1672）は『閩小記』で「予は閩でしばしば土筍凍を食すが、味ははなはだうまし。だが海浜にいると聞き、形はミミズに似たナマコである。」などと記していることから、少なくとも350年以上の歴史はある。
厦門で現在のような丸い碗入りのものが普及したのは、1930年代に安渓県出身の廖金鋭が厦門の篔簹港で採れた「土筍」を使って作り、市内を売り歩いたのが大きいとされる。味が良いと評判で、中山公園西門付近で売っていた事が多く、「西門土筍凍」と呼んで、他のものと区別された。後に、廖金鋭から仕入れて、自分の店に置いて売る者もいくつか現れた。晩年、中山公園西門付近の斗西路に店を構え、1990年代に廖金鋭が亡くなると、息子の廖天河夫妻が跡を継ぎ、現在も人気店として営業をしている。
廖金鋭が存命の時期でも、厦門の埋め立てや都市化が進んでほとんど「土筍」が採れなくなり、福建省北部から仕入れるようになった。近年は福建省各地の工業化が進んで、「土筍」の漁獲量が減ったため、浙江省などからも運ばれており、浙江省温嶺市などでは人工養殖も行われている。

## 栄養価
素材である浙江省温嶺市産の冷凍「土筍」の営養素を分析した例では、次のような結果であった。水分80.97％、タンパク質12.00％、ミネラル2.13％、炭水化物1.58％、脂肪1.26%。また、脂肪分の内訳では、脂肪酸が84.93％、コレステロール15.07％と、比較的低コレステロールであった。総脂肪酸の内、アラキドン酸が20.11％、エイコサペンタエン酸（EPA）が4.14％、ドコサヘキサエン酸（DHA）が2.04％と不飽和脂肪酸が高かった。また、アミノ酸では、必須アミノ酸のすべてを含み、特にグルタミン酸、グリシン、アルギニンを多く含む。

## 土筍湯
土筍湯（どじゅんとう、簡体字：土笋汤、北京語発音：tǔsǔn tāngトゥースンタン、閩南語：thô·-sún-thngトースントゥン）は、本来は土筍で作るスープであるが、大きな碗やスープ容器に入れて作る、少し淡泊な煮こごりをも土筍湯と称する。